# Estação de Lowestoft
A Estação de Lowestoft é uma estação de caminho-de-ferro em com o mesmo nome. É o término da Wherry Line, que a liga à estação de Great Yarmouth e estação de Norwich. É o término da East Suffolk Line, que a liga à estação de Ipswich. 

## Linha de Wherry
| operavam       | Localização | trens                                       | Freqüência  |
| -------------- | --- | ------------------------------------------- | ----------- |
| Greater Anglia | Norwich – Brundall Gardens – Brundall – Lingwood – Acle – Great Yarmouth – Berney Arms – Buckenham - Reedham – Cantley – Haddiscoe - Somerleyton - Oulton Broad North - Lowestoft - | Class 153, Class 156, Class 170 (raramente) | 1x por hora |